# Escândalo Trump-Ucrânia de 2019

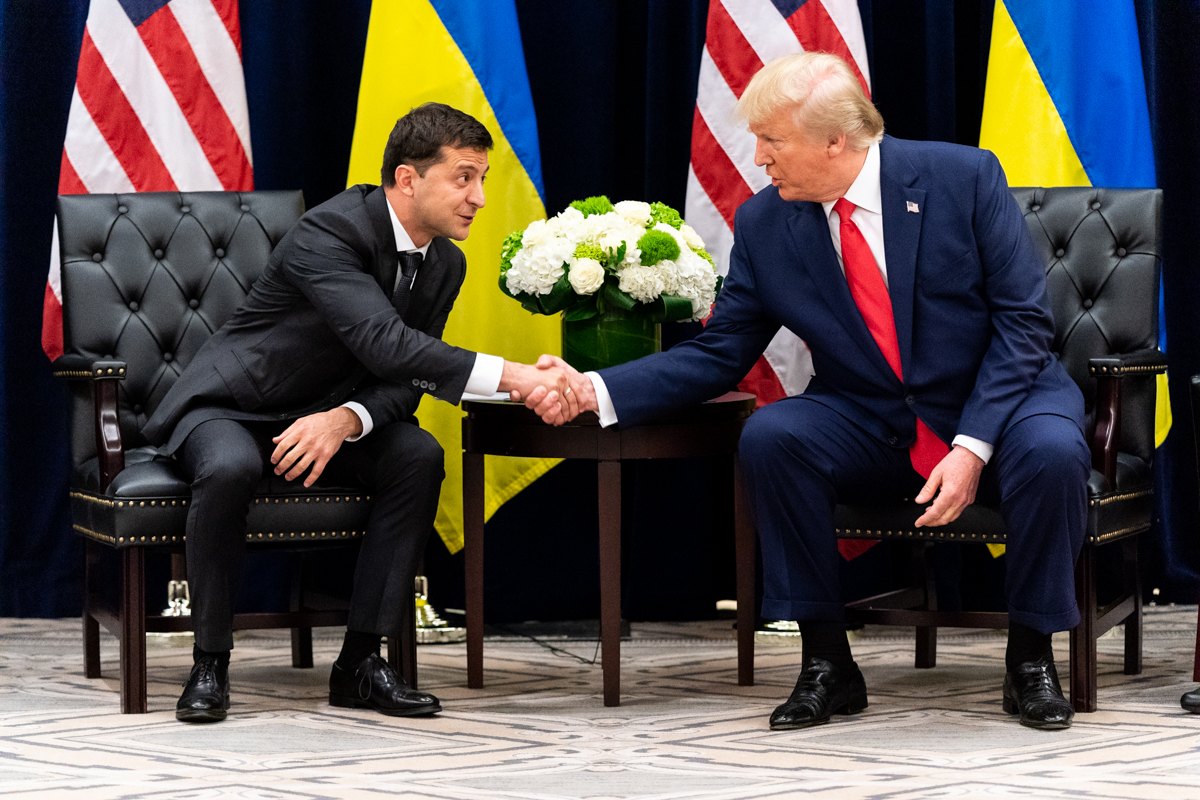
O presidente dos Estados Unidos, Donald Trump (na direita), se reunindo com o presidente ucraniano, Volodymyr Zelensky, em setembro de 2019. Trump foi acusado de tentar persuadir o governo ucraniano para tentar encontrar informações danosas a imagem de Joe Biden, seu concorrente na eleição presidencial de 2020, para melhorar suas chances no pleito.

O escândalo Trump-Ucrânia de 2019 refere-se a pressão realizada pelo presidente norte-americano Donald Trump às autoridades ucranianas a fim de que investigassem Joe Biden, ex-vice-presidente dos Estados Unidos e candidato à nomeação democrata para a eleição presidencial de 2020. De acordo com o informado pela imprensa, Trump e seu advogado pessoal, Rudy Giuliani, buscavam obter informações comprometedoras sobre a atuação profissional do filho de Biden na Ucrânia. O caso tornou-se conhecido pelo público em virtude de uma denúncia realizada por um delator, supostamente um integrante da comunidade de inteligência norte-americana.
Em 29 de setembro de 2019, a Câmara dos Representantes começou um inquérito de impeachment contra Trump. Em 31 de outubro de 2019, a Câmara dos Representantes votou para aprovar as diretrizes para a próxima fase do impeachment. Trump foi acusado de abuso de poder e obstrução do Congresso, mas o Senado o inocentou.
Em 3 de dezembro de 2019, como parte do inquérito, o Comitê de Inteligência da Câmara dos Representantes dos Estados Unidos publicou um relatório detalhando que "o Presidente Trump, pessoalmente e agindo por meio de agentes dentro e fora do governo dos Estados Unidos, solicitou a interferência de um governo estrangeiro, a Ucrânia, para beneficiar sua reeleição... O Presidente Trump condicionou atos oficiais a um anúncio público do novo presidente ucraniano... de investigações politicamente motivadas, incluindo uma sobre Joe Biden, um dos opositores políticos domésticos de Trump. Ao pressionar o Presidente Zelenskyy para atender a sua demanda, o Presidente Trump reteve uma reunião na Casa Branca, que era desesperadamente desejada pelo presidente ucraniano, e uma assistência militar crítica dos Estados Unidos para combater a agressão russa no leste da Ucrânia". Em janeiro de 2020, o Escritório de Responsabilidade do Governo, um órgão de fiscalização não partidário, concluiu que a Casa Branca violou a lei federal ao reter a ajuda militar aprovada pelo Congresso para a Ucrânia.

## Contexto

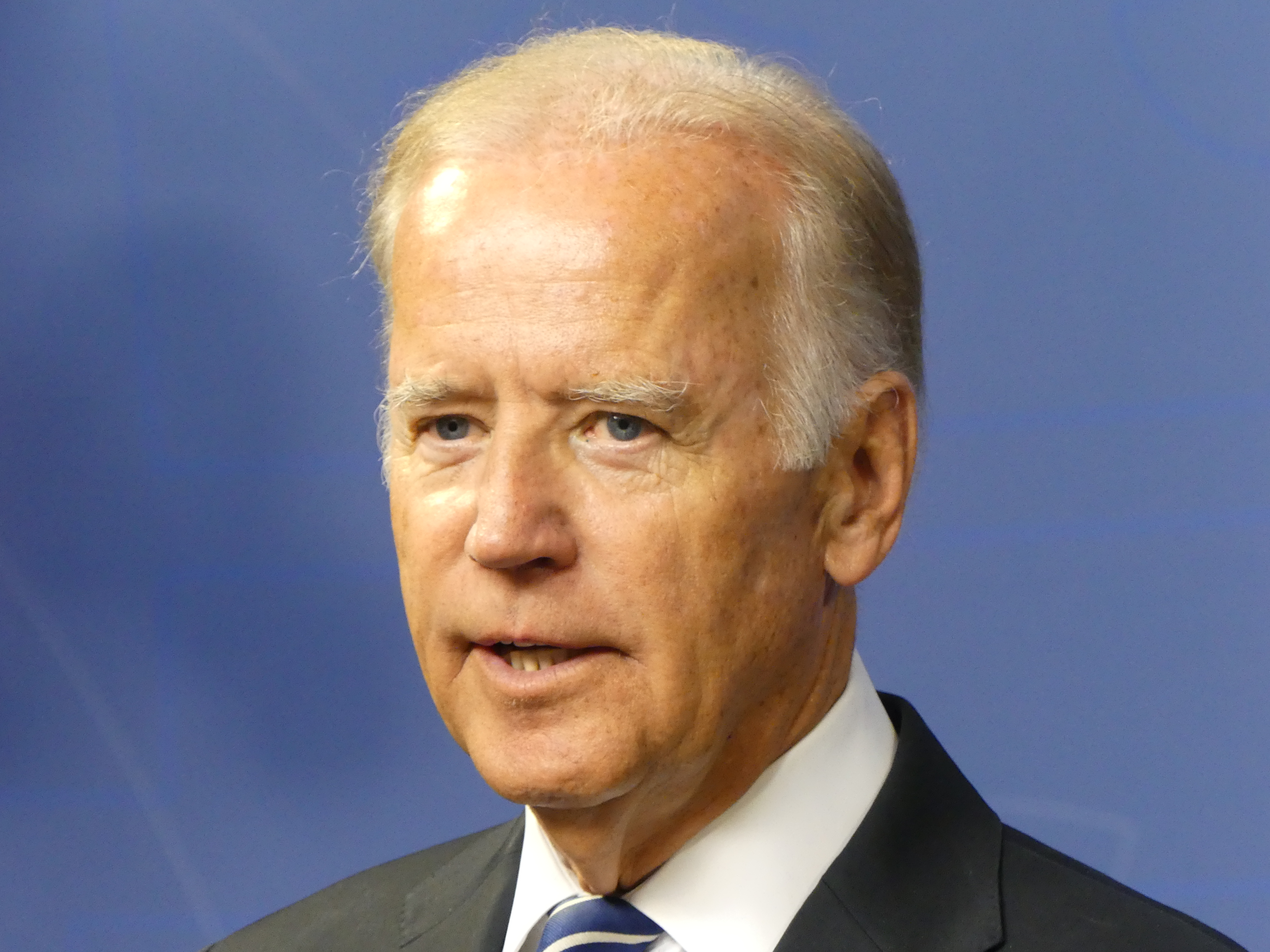
O vice-presidente norte-americano Joe Biden em agosto de 2016, eleito presidente dos Estados Unidos em 2020.

Em 2014, Hunter Biden ingressou no conselho de administração da Burisma Holdings, uma empresa de energia ucraniana. Hunter recebeu uma quantia variável, de até US$ 50.000,00 mensalmente durante alguns meses, por seu trabalho. Desde 2012, a procuradoria-geral ucraniana investigava o proprietário da Burisma, o oligarca Mykola Zlochevsky, por alegações de lavagem de dinheiro, sonegação de impostos e corrupção. Em 2015, Viktor Shokin se tornou o procurador-geral, herdando a responsabilidade pela investigação. O governo Obama e outros governos e organizações não-governamentais logo ficaram preocupados com o fato de Shokin não combater adequadamente a corrupção na Ucrânia, proteger a elite política e ser considerado "um obstáculo aos esforços anticorrupção." Entre outras questões, Shokin estava atuando lentamente na investigação de Zlochevsky e da Burisma.
Em março de 2016, o vice-presidente Biden emitiu um ultimato ao parlamento ucraniano, afirmando que US$ 1 bilhão em garantias de empréstimos seriam retidos se Shokin permanecesse no cargo. Em setembro de 2019, não havia evidências de que Biden tenha agido para proteger o envolvimento de seu filho com a Burisma, embora Trump e Giuliani tenham alimentado especulações neste sentido. Shokin acabou sendo destituído do cargo, e o novo procurador-geral Yuriy Lutsenko inicialmente adotou uma linha dura contra a Burisma, mas após um ano anunciou que todos os procedimentos legais e alegações criminais pendentes contra Zlochevsky haviam sido "totalmente fechados." Lutsenko declarou em maio de 2019 que não havia provas de irregularidades por parte da família Biden, mas estava planejando fornecer informações ao procurador-geral norte-americano Bill Barr sobre os valores repassados pela Burisma a fim de que as autoridades norte-americanas pudessem verificar se Hunter Biden pagou impostos no país.
Desde pelo menos maio de 2019, o advogado pessoal de Trump, Rudy Giuliani, pressionava Volodymyr Zelensky, o recém-eleito presidente da Ucrânia, para investigar a Burisma, bem como verificar se houve alguma irregularidade na investigação ucraniana de Paul Manafort. Giuliani defendia que essas investigações seriam benéficas para seu cliente, Trump, e que seus esforços tinham o apoio total do presidente dos Estados Unidos. Em 10 de maio, Giuliani cancelou uma viagem programada à Ucrânia, onde pretendia incitar o presidente eleito Zelensky a investigar Hunter Biden, bem como se os democratas conspiraram com ucranianos para divulgar informações sobre Manafort. Giuliani alegou que soube que cinco ucranianos foram trazidos à Casa Branca em janeiro de 2016 para "desenterrar a sujeira em Trump e Manafort", embora não tenha produzido evidências para a alegação. Giuliani afirmou que cancelou a viagem porque havia sido "enquadrado" por ucranianos que se opuseram a seus esforços e culpou os democratas por tentarem "espionar" a viagem. Contudo, Giuliani se reuniu com autoridades ucranianas para pressionar a abertura de uma investigação sobre o caso em junho e agosto de 2019.

## Queixa do delator
Em 12 de agosto de 2019, um oficial da inteligência não identificado apresentou uma denúncia junto a Michael Atkinson, Inspetor Geral da Comunidade de Inteligência (ICIG), sob o abrigo da Lei de Proteção de Denunciantes da Comunidade de Inteligência (ICWPA). Tendo considerado a denúncia urgente e credível, Atkinson transmitiu-a em 26 de agosto a Joseph Maguire, diretor interino de Inteligência Nacional (DNI). De acordo com a ICWPA, o DNI "deve", no prazo de sete dias após o recebimento, encaminhar a reclamação aos Comitês de Inteligência do Senado e da Câmara dos Representantes. Maguire não o fez e o prazo terminou em 2 de setembro. Em 9 de setembro, Atkinson escreveu a vários congressistas informando sobre a existência da denúncia realizada pelo delator que Maguire não havia enviado ao Congresso.
Em 10 de setembro, o presidente do Comitê de Inteligência da Câmara (HPSCI), Adam Schiff, escreveu a Maguire, perguntando por que ele não havia encaminhado a denúncia. Schiff alegou que Maguire afirmou que lhe foi pedido que a retivesse sob orientação de uma "autoridade superior" pois envolvia "comunicações privilegiadas." Sendo um órgão a nível ministerial, o diretor da DNI é nomeado pelo presidente dos EUA. Schiff também afirmou que lhe foi informado que "a queixa diz respeito à conduta de alguém fora da Comunidade de Inteligência." Assim, a Casa Branca e o Departamento de Justiça informaram a Maguire que a denúncia não estava dentro do alcance da ICWPA e, portanto, deveria ser retida. Em 13 de setembro, Schiff convocou Maguire para comparecer perante o HPSCI.
Em 18 de setembro, o jornal The Washington Post noticiou a história envolvendo a denúncia e seu delator, informando que a queixa dizia respeito a uma "promessa" que Trump havia feito durante uma comunicação com um líder estrangeiro não identificado. Os registros da Casa Branca mostraram que Trump teve comunicações ou interações com cinco líderes estrangeiros durante as cinco semanas anteriores à denúncia. Durante uma audiência a portas fechadas previamente agendada perante o HPSCI em 19 de setembro, Atkinson disse aos representantes que a denúncia se referia a uma série de eventos, e que ele discordava da posição de que a denúncia estava fora do escopo da ICWPA, mas se recusou a fornecer detalhes. Em 19 de setembro, o Washington Post informou que a denúncia era relacionada com a Ucrânia.

## Comunicações com oficiais ucranianos

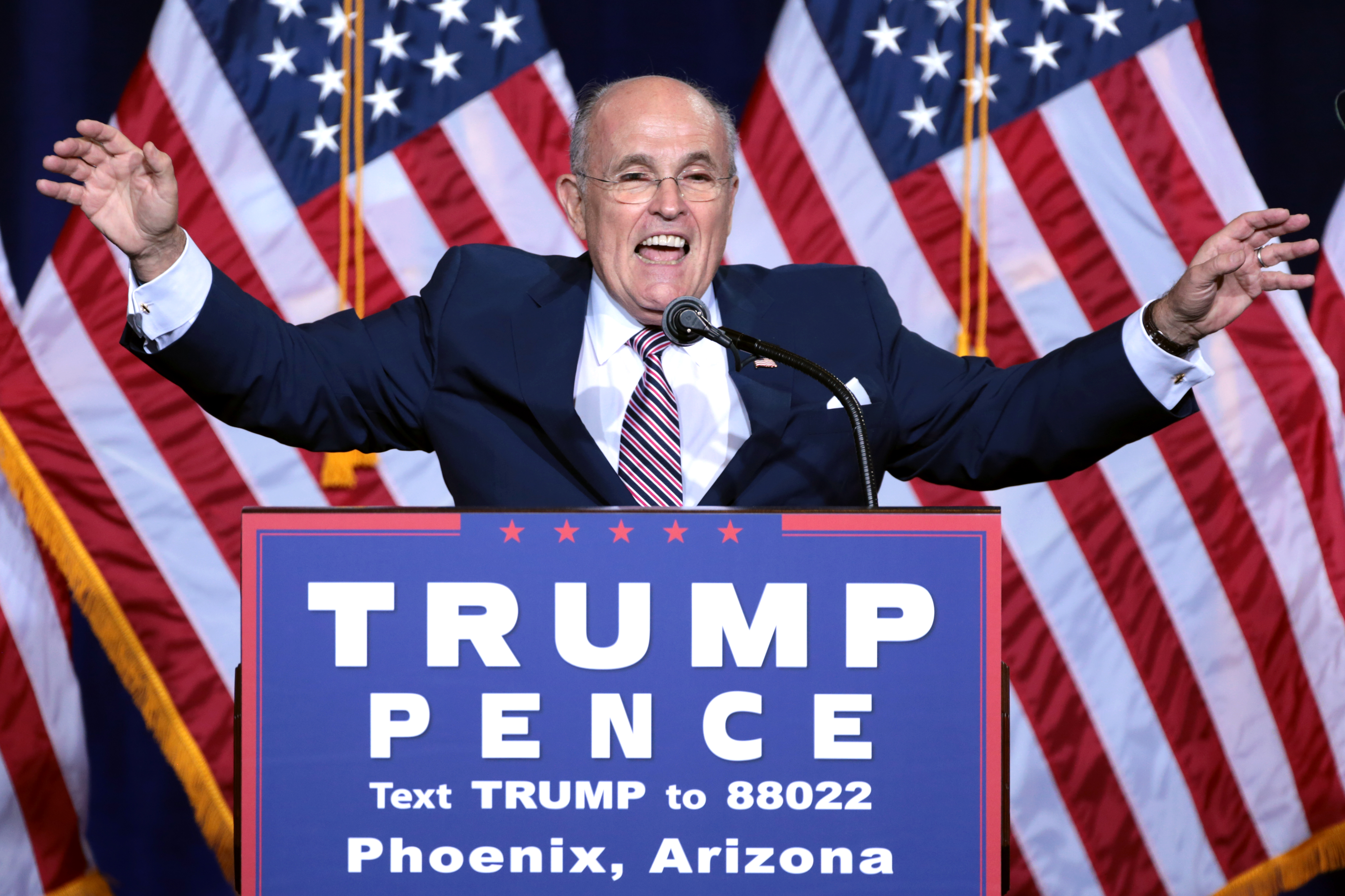
O advogado pessoal de Trump, Rudy Giuliani, em agosto de 2016.

Em 20 de setembro, o The Washington Post informou que Trump, em 25 de julho, pressionou o presidente Zelensky a investigar questões relacionadas a Hunter Biden. O The New York Times informou que Trump disse a Zelensky para falar com Giuliani, e, de acordo com o The Wall Street Journal, Trump pediu a Zelensky "cerca de oito vezes" para trabalhar com Giuliani e investigar o filho de Biden. Em 22 de setembro, Trump reconheceu que havia falado sobre Joe Biden durante uma ligação com Zelensky, na qual havia dito: "não queremos nosso povo, como o vice-presidente Biden e seu filho, criando a corrupção que já existe na Ucrânia."
Dias antes da ligação de Trump com Zelensky, em 25 de julho, Giuliani falou por telefone com Andriy Yermak, assessor de Zelensky, sobre uma investigação a Biden, bem como uma possível reunião na Casa Branca entre Zelensky e Trump, que era almejada por autoridades ucranianas. Dias após a ligação de Trump, Giuliani se encontrou com Yermak em Madri. Giuliani declarou em 23 de setembro que o Departamento de Estado havia lhe pedido que "participasse de uma missão para eles" e falasse com Yermak.
Em 22 de agosto, o Departamento de Estado declarou que seu enviado ucraniano Kurt Volker havia servido como ligação entre Giuliani e Yermak, mas que Giuliani estava atuando como advogado de Trump, embora tenha informado o Departamento de Estado após sua viagem. Giuliani afirmou que disse a Yermak: "Seu país deve aos EUA, e a ele mesmo, descobrir o que realmente aconteceu." Yermak declarou que não estava claro se Giuliani estava representando Trump, mas Giuliani afirmou que não estava, e a Casa Branca encaminhou perguntas sobre o papel de Giuliani ao Departamento de Estado, que não as respondeu. Em 19 de setembro, Giuliani negou pela primeira vez ter solicitado às autoridades ucranianas que investigassem Joe Biden, mas momentos depois afirmou: "é claro que eu pedi."